# 陽多まり
陽多 まり（ひだ まり、1986年5月1日 - ）は、日本の元AV女優。神奈川県出身。イオンプロモーション所属。趣味はスノーボード、ショッピング。特技はバトントワリング。

## 略歴
- 2006年頃にAVデビュー。ロリ系のキカタン（企画単体）女優。
- 2008年9月末をもって引退。

## 作品

### アダルトビデオ
2006年
- 人気女優の過激裏ビデオ 『陽多まり』ちゃんが脱アイドル宣言!連続NGプレイ!! (5月10日 ロードアウトムービー)
- 咽マンチョ (6月8日 タカラ映像)
- 百合フレンズ4 (7月13日 プールクラブ)共演:田中美久
- レズ奴隷7 狙われた新任教師 (7月20日 ディープス)共演:栗原凛、倖田李梨
- チアガール 感じすぎる季節 (7月20日 イマージュ)他出演:夏樹ミク
- 女子校生強制中出し 10 (8月10日 隼エージェンシー)オムニバス作品 他出演:海老名優、日向ゆず葉、さくらの、森野まりな、星野亜美、桑原衿子、姫乃あん、深見ひなこ
- 限定共演 (8月13日 MOODYZ)共演:真鍋あや
- 生中出し女子校生 4時間 (8月18日、メディアステーション)オムニバス作品 他出演:上村愛、若葉ひな、長瀬あずさ、山咲ちゆり 他多数
- ビルの谷間で電動マッサージ器攻撃 (8月18日 タイガーマイスターズ)オムニバス作品 他出演:日吉ルミコ、林果 他
- スーパー野外露出!線路の橋の上でのイタズらが最高 (8月20日 ホットエンターテイメント)オムニバス作品 他出演:日吉ルミコ、志津花、林果
- 近親強姦 V 私、お父さんに無理やり犯されました （9月10日 隼エージェンシー）オムニバス作品 他出演:朝比奈ハル、あいら、深見ひなこ、大石もえ、葵あげは、森野まりな、遊姫
- 女子高生主義・まり（9月19日・桃太郎映像出版）
- 素人ギャル3P中出し (9月19日 ミスター・インパクト)オムニバス作品 他出演:高瀬まゆ、蛯原みなみ、南野優、ひかり、愛川ルナ、新川舞美
- フェラマニアvol.1 (9月19日 BRAVO)オムニバス作品 他出演:Maria、あいら、つゆの優、なぎさ、ひかり、めぐみ、安藤美緒、遠山あすか、海老名優、桑原衿子、月島ななか、高瀬まゆ、上村るい、深見ひなこ、杉浦まな、南野優、姫野杏、夢野加奈、名波ゆら、蛯原みなみ、安倍千夏、伊藤あやね、卯月レイナ、黒崎あみ、朝倉花音、椎名愛美、東せり、美神かおり、柳井ちはる
- OFFICE GIRL (9月30日 ゴリラプロジェクト)
- バイブの虜 22 (10月13日 プールクラブ)他出演:大島あさみ、小峰由衣、田中美久、若葉ひな、小向杏奈、畑野ゆずき、今井みすず、水咲しずか、村上りょう、黒沢里菜
- 極上手こき (10月19日 ミスター・インパクト)オムニバス作品 他出演:椎名愛美、瞳れん、SARINA、南野優、月島ななか、高瀬まゆ、名波ゆら、なぎさ、新川舞美、観月優、上村るい、蛯原みなみ、愛川ルナ、葵えみり、杉浦まな、葉山くみこ、安藤美緒、朝倉花音、安奈久美、伊藤あやね、安部千夏、美神かおり、笠原ひとみ、遠山あすか、あいら、アマミハルカ、白瀬あいみ、アベサクラ
- 尻穴ベロ舐め館 (11月16日 十色)オムニバス作品 他出演:瀬名涼子、華美月、清原りょう
- オナニスト ［第十五章］ (12月10日、隼エージェンシー)オムニバス作品 他出演:百瀬まひる、唐沢美樹、あいら、一ノ瀬カレン、持田茜、麻生岬、菅野亜梨沙、さいとう真央、華美月、美咲沙耶、舞乃るあ、SARINA、桜沢まひる、速水怜、椎名りく、杉浦まな、咲月ゆり、中島あいり、RIONA、綾野みゆき、さくらの、流海、藤本あかね、木村那美、さとう和香、栗原まあや、葵えみり、藤崎怜里、斉藤めぐみ、安藤美緒、川尻みゆき、松永玲奈、深津映見、瀬咲るな、蛯原みなみ、天咲めい、速水ひかる、水森あおい、葉月ゆり
- 女子校生レイプ中出し (12月19日 ミスター・インパクト)共演:姫川りな
- 中出し＠なんぱギャル (12月19日 ミスター・インパクト)オムニバス作品 他出演:華美月、さとう和香、相武梨沙、鈴木ありさ、岡田さな、楓はるか

2007年
- チョイ不良実行委員会 女優のマネージャーが美人だったら恋して口説いて愛してヤるしかないっしょ!! (1月1日 V(ヴィ))
- フェラコレ2007冬SP(1月13日、隼エージェンシー)オムニバス作品 他出演:藤崎怜里、木村那美、鈴木ありさ、瀬咲るな、速水怜、朝比奈ハル、華美月、風間ゆみ、持田茜、栗原まあや、姫野りむ、岡田さな、篠崎まな、桜沢まひる、蒼月ひかり、中島あいり、萩原陽奈子、さとう和香、舞乃るあ、美咲沙耶、水野ひかり、姫川りな、楓はるか、遠野春希、大石もえ、加藤ツバキ、山吹センリ、北沢亜美、徳澤エリカ
- コスプレ×拘束 くすぐり地獄 07 (1月16日 十色)共演:新川舞美
- キスマニア Vol.1 （1月19日、ミスター・インパクト）…オムニバス作品 他出演:水野ひかり、宮澤愛菜、徳澤エリカ、姫川りな、彩美、山吹センリ、遠野春希、姫野りむ、岡田さな、多々野晶稀、秦乃美有、志津花、加藤ツバキ、北沢亜美、真鍋美奈、大石もえ、楓はるか、藤崎怜里、瀬咲るな、桜沢まひる、持田茜、鈴木ありさ、風間ゆみ、栗原まあや、蒼月ひかり、相武梨沙、速水ひかる、葉月ゆり、中島あいり
- 彼女のカノジョと*16 (2月2日 ゴーゴーズ)共演:姫川りな
- 蔵の中の母娘どんぶり (2月16日 メディアアーツ)共演:風間みゆ
- オナニスト 第16章(3月10日、隼エージェンシー)オムニバス作品 他出演:椎名りく、山吹センリ、真鍋美奈、宮澤愛菜、多々野晶稀、岡田さな、姫野りむ、凛花、加藤ツバキ、山中梨花、姫川りな、徳澤エリカ、鈴木ありさ、楓はるか、蒼月ひかり、日吉ルミコ、葉山リカ、北沢亜美、大石もえ、水野ひかり、花紀りろ、遠野春希、@YOU、春名えみ、福原みいな、Rico、羽純、若葉かおり、宝月ひかる、仲村もも、山城美姫、志津花、佐藤るり、真中かおり、元木ひなよ、星優乃、松野ゆい、愛葉悠
- GET素人 エモノファイル01（4月1日　プレステージ）
- ヤリすぎウテウテ痴女学院20人! 入学式があったよ！痴女がいっぱいキター!! (4月5日 ディープス)共演:今野由愛、愛乃ララ、前田姫々、結城リナ
- ヤリすぎウテウテ痴女学院2 20人! レズ抗争がぼっぱつ!たいへんだ～っ!! (5月4日 ディープス)共演:結城リナ、姫川りな、仲村もも、島田香奈、彩芽はる
- リターンオブリオン (6月8日 GIGA)
- 強制肉便器 2 (8月1日 エッジ)…共演:佐藤りえ、華姫りの
- 水泳部 集団監禁調教 (8月17日、TMA)共演:姫川りな、山城美姫、月川早来、華咲りの
- 美少女仮面オーロラシスターズ (8月24日 GIGA)共演:さいとう真央、桜沢まひる
- 南国リゾートエステ (9月6日、アキノリ)共演:持田茜、松野ゆい、三井愛中、愛葉悠、日比野夕希
- 女子校生レイプ 7(9月8日、隼エージェンシー)オムニバス作品 他出演:栗原まあや、徳澤エリカ、姫川りな、星野亜美、葵えみり、葉山くみこ、藤崎怜里、宮沢愛菜、宝月ひかる、真中かおり、能田曜子
- サディスクリーム Vol.03 (9月14日 GIGA)
- コイビトシャシン 04 (9月20日 大洋図書)オムニバス作品 他出演:児玉しの、桜亜美利
- 乱舞ル・フィッシュ CASE 6 (10月10日 WEEKENDER(ウイークエンダー))共演:麻倉みゆき、桜沢まひる
- 膣痙攣・悶え地獄・女子校生 (10月20日 アイエナジー)
- 女戦闘員悲話 壱 (11月9日 GIGA)共演:緒川さら、中條美華
- コンビニにボクひとり 完全版 (11月16日、メディアステーション)オムニバス作品 他出演:有希りか、村上理沙、名波ゆら、芝咲まみ
- 女戦闘員悲話 弐 (11月23日 GIGA)共演:緒川さら、中條美華
- ベジタブルドレッシングレズビアン (12月1日、AVS)共演:山城美姫
- 19歳清純美少女平井ゆきな LADY初デビュー (12月20日、LADY×LADY)共演:平井ゆきな、姫川りな

2008年
- コキクリニック＋性交クリニック＋アナルクリニック＋レディースクリニック 大感謝祭スペシャル 伊沢涼子、ICHIKA、結愛、野々山まい、伊吹りこ、小坂真希、芹川レイラ、水沢雪乃 (1月5日、SODクリエイト)
- 女子校生中出し4時間 (1月19日 BRAVO)オムニバス作品 他出演:川尻みゆき、咲月ゆり、姫川りな、花紀りろ、高瀬七海、有希りか、宮崎あいか
- コスプレ美少女を責めて弄んで本気でイカす! VOL.2 (2月25日、ユープランニング)
- 新・おもらし物語 Vol.05 (2月8日 GIGA)
- 乱舞ル・フィッシュ case10 ボンデージレズ・陵辱の掟 (3月25日、WEEKENDER)共演:星優乃、上原優
- 巫女コスッ!! 2 (4月25日 笠倉出版社)オムニバス作品 他出演:姫川りな、野沢友花、夕月みずほ
- ふたなりレズ 14 (5月15日 イマージュ)共演:片瀬くるみ
- 必殺!くノ一仕置忍法帖(5月30日 笠倉出版社)共演:姫川りな、野沢友花、夕月みずほ
- 隣のお姉さん (6月13日 LEO)オムニバス作品 他出演:吉咲みなみ、早希いずみ、高坂保奈美
- 包茎ち○ぽ専用舐め癒しハイスクール(6月25日 アロマ企画)共演:小野瀬香恋、乙川ミキ
- 赤線旅館 夕月楼 第一幕 (8月8日 大洋図書)共演:@YOU、神田つばき
- 突然パンチラで挑発されてこっそりシゴいちゃった僕。(8月25日 アロマ企画)オムニバス作品 他出演:矢沢るい、亜佐倉みんと
- 猥褻教師 教え子にTバック (8月25日 ながえスタイル)オムニバス作品
- むちむちスポーツ Vol.1 (8月29日、ユープランニング)共演:夢美ここ
- カメラ渡して自宅で撮影 自画撮りうつ伏せオナニー(9月13日 アロマ企画)他出演:高原智美
- 中年男の夢を叶えるセックス やりたい放題! 4 (9月25日 ながえスタイル)オムニバス作品 他出演:円城ひとみ、菊川麻美、宮崎あい、坂上友香
- 赤線旅館 夕月楼 第二幕 (9月26日 大洋図書)共演:@YOU、神田つばき
- 女子校生監禁凌辱 鬼畜輪姦 レイプの傷痕 (11月22日、アタッカーズ)共演:心有花、花純、我妻りん、若草ひより ※AVグランプリ2009 エントリー作品
- ブラジルビキニ女子校生がお尻ふりふり淫乱SEX! （11月22日、ユープランニング）共演:かなと沙奈 ※AVグランプリ2009 エントリー作品

2009年
- 調教限界 2 全てを受け入れた10人の女達 （1月7日、アタッカーズ）オムニバス作品 他出演:真島みゆき、かわのすみれ、宮崎あい、平原亜希、有賀知弥、琴吹さくら、紺野和香、若槻朱音、生田沙織
- HARDCORE LESBIAN 38 (2月28日、ドリームクリエイト)共演:姫川りな、倖田李梨

渚由美 名義
- 息子を溺愛する母（2006年1月15日、ドリームステージエンタテインメント）共演:石原小百合
- 猫耳メイド集団痴女にご主人様と呼ばれながらご奉仕SEX受けてみませんか？（2006年3月17日、アリスJAPAN）
- 淫らなお姉さんは好きですかDX（2006年7月21日、クリスタル映像）

## テレビ
- エロパラNight（GyaOジョッキー2007年9月4日放送分）
- 桃のふくらみ（MONDO TV）